# 佐治摩亞
佐治·湯馬斯·當勞·摩亞，OBE（英語：George Thomas Donald Moore，1923年7月5日—2008年1月8日），一般稱為佐治摩亞、George Moore，香港人俗稱為「老摩」，乃著名澳洲騎師、練馬師及香港練馬師，馬壇名宿，於世界各地馬壇均享負盛名，先後於澳洲、美國、英國、法國及香港等地勇奪多個賽馬錦標，勝出大大小小不同賽事，成為練馬師之時更成功培訓出多匹馬王，一生合共贏出2,278場頭馬。佐治摩亞曾十一度奪得香港冠軍練馬師榮銜，紀錄於2022至2023年度馬季方由蔡約翰打破。
佐治摩亞長子為香港著名冠軍練馬師兼前騎師，人稱「大摩」的約翰·摩亞（約翰摩亞是文家良自立門戶前的上司），其幼子則為1970年代至1980年代香港前冠軍騎師，人稱「細摩」的摩加利。

## 生平

### 騎師時期
佐治摩亞於1923年7月5日出生於澳大利亚昆士蘭州麥凱市，15歲已懂得騎馬，自此一生與賽馬結下不解緣。1939年，佐治摩亞正式於布里斯本開展其策騎事業，並於1940年代初榮膺當地冠軍見習騎師。佐治摩亞其後轉到悉尼，為當時的冠軍練馬師湯美史密夫（Tommy J. Smith）效力，成為當地馬壇長勝組合，由1946年起多次贏得悉尼盃（Sydney Cup）、澳洲打吡大賽（Australian Derby）、維多利亞打吡大賽（Victoria Derby）等頂級賽事。據湯美史密夫的女兒也是著名練馬師的活侯夫人（Gai Waterhouse）指，其父與佐治摩亞乃「澳洲馬壇上最偉大的組合」，佐治摩亞乃「馬鞍上的天才」。
1950年，佐治摩亞應美國騎師Johnny Longden邀請，前往美國參加聖地牙哥讓賽（San Diego Handicap），並勝出賽事。1957年及1958年，佐治摩亞連續兩年勝出悉尼騎師錦標賽（Sydney Jockeys' Premiership）。1959年，佐治摩亞到了歐洲出席賽事，並分別勝出法國打吡大賽（Prix du Jockey Club）、凱旋門大賽以及英國經典賽事（British Classic Races）等國際一級賽事，奠定其世界頂級騎師地位。佐治摩亞其後回到悉尼，再次奪得悉尼騎師錦標。
佐治摩亞對歐洲賽事仍然眷戀不已，於是又從悉尼重回歐洲，為英國練馬師Noel Murless贏得三次英國經典賽事獎項，並於1967年的葉森打吡大賽（Epsom Derby）中勝出。
佐治摩亞於歐洲各地馬壇取得極大成功後，再度回到澳洲，並勝出多場本地頂級賽事。1971年，佐治摩亞宣布掛靴，32年多的策騎生涯中澳洲本地賽事勝出紀錄達312場，國際一級賽的勝出紀錄達119場。

### 練馬師時期
佐治摩亞掛靴後隨即轉任練馬師，先於法國、澳洲等地短期從練，亦取得不少佳績。
1972－1973年度馬季，佐治摩亞轉到香港開倉練馬。七十年代的香港乃職業賽馬發展初期，佐治摩亞於此時對推動香港本地賽馬事業所作出之貢獻，受到香港馬壇人士稱譽，奠定其國際練馬師地位。佐治摩亞於香港發展的十三個馬季中（1973/1974年度馬季至1984/1985年度），合共勝出721場頭馬，並十一次奪得香港冠軍練馬師頭銜，創出香港練馬師歷年來累積贏出最多頭馬的紀錄，紀錄直至2000年4月才由本地練馬師簡炳墀打破。佐治摩亞在香港從練生涯中，所訓練的馬匹之中，最為人熟悉的有永勝、祿怡、嘉瑞、金電勝及超捷，當中永勝連續三屆贏得當時最高榮譽的香港冠軍暨遮打盃及勝出十八次，至今仍為香港職業賽馬最高頭馬紀錄；嘉瑞及金電勝則分別於1980年及1981年勝出香港打吡大賽，並由其幼子摩加利策騎。
1985年，佐治摩亞宣佈退休，結束其近五十年的賽馬生涯，並返回澳洲黃金海岸定居。其長子約翰·摩亞接管其馬房。

## 病逝
佐治摩亞於晚年患有腦退化症，2007年末起健康欠佳。2008年1月8日，佐治摩亞於澳洲悉尼病逝，享年84歲。香港賽馬會行政總裁應家柏於佐治摩亞病逝後翌日發聲明以示惋惜並向其家人致以深切慰問。

## 賽馬世家
佐治摩亞一生與賽馬結下不解緣，其家庭成員同樣活躍於世界各地馬壇，號稱「摩家軍」。
佐治摩亞的長子約翰·摩亞為前香港騎師與練馬師，直至2020年退休時，累積頭馬數字已高達1735場，曾七度成為香港冠軍練馬師。
佐治摩亞的幼子摩加利則為前香港冠軍騎師，曾於1980年及1981年兩度勝出香港打吡大賽、1981年勝出法國凱旋門大賽、1988年勝出英國經典賽事。1998-2014年曾擔任澳門練馬師, 期間奪得8屆冠軍練馬師及2屆澳港盃， 2014年返回澳洲從練，澳門練馬基地起初由摩加利幼子霑士摩亞接手，但霑士摩亞其後轉戰日本後由其兄摩利高接手，七、八十年代與同為騎師及練馬師的鄭棣池、告東尼等為香港馬圈常客。
佐治摩亞的胞姐則嫁予澳洲騎師Garnet Bougoure。
佐治摩亞的女婿李森（Peter Leyshan）乃澳洲服役二十年之騎師，退役後並成為佐治摩亞從練馬房助手，其後於澳門從練並獲冠軍練馬師。1996年，李森奪得澳港盃。
佐治摩亞前女婿為已退休的法籍騎師畢奇（Philippe Paquet）於1984年2月13日沙田晨操時策騎『銀星一號』意外受傷後退休，其後與太太佐治摩亞的女兒米雪摩亞離婚，米雪摩亞其後改嫁另一位騎師李森。

## 馬房所屬見習騎師
- 呂志聲
- 文家良
- 章志豪
- 何敬森

## 騎師生涯勝出之主要大賽
佐治摩亞一生勇奪多個賽馬賽事錦標及獎項，當中包括：

### 澳洲賽馬賽事[9]
- 10次榮膺悉尼冠軍騎師暨騎師錦標
- 5次澳洲打吡大賽（1949年，1957年，1962年，1963年，1971年）、
- 5次東奔一萬錦標賽（Doomben 10,000；1940年，1953年，1957年，1969年，1971年）、
- 4次育馬錦標（Sires' Produce Stakes (BRC)；1957年，1958年，1964年，1968年）、
- 4次鷹園盃（P J O'Shea Stakes；1950年，1961年，1964年，1971年）、
- 3次悉尼盃（1964年，1966年，1968年）、
- 3次東奔盃（Doomben Cup；1949年，1953年，1955年）、
- 3次唐加士打讓賽（Doncaster Handicap；1948年，1966年，1971年）、
- 3次昆士蘭打吡大賽（Queensland Derby；1951年，1957年，1960年）、
- 3次史德布克讓賽（Stradbroke Handicap；1952年，1961年，1962年）、
- 3次澳洲賽馬會橡樹大賽（Australian Oaks (ATC)；1953年，1969年，1971年）、
- 2次覺士盾（1957年，1968年）、
- 2次維多利亞打吡大賽（1957年，1971年）、
- 2次葉森讓賽（Epsom Handicap；1961年，1966年）、
- 2次金拖鞋大賽（Golden Slipper Stakes；1970年，1971年），及
- 2次新市場讓賽（Newmarket Handicap；1970年，1971年）

### 國際賽馬賽事
- 美國聖地牙哥讓賽（1950年）
- 法國凱旋門大賽（1959年）
- 2次英國經典賽事：二千堅尼（2,000 Guineas Stakes；1959年，1967年）
- 法國打吡大賽（1960年）
- 法國巴黎大賽 （Grand Prix de Paris；1960年）
- 英國雅士谷金盃（Ascot Gold Cup；1960年）
- 英國葉森打吡大賽 （1967年）
- 英國經典賽事：一千堅尼（1,000 Guineas Stakes； 1967年）
- 英國英皇佐治六世及皇后伊利沙伯錦標（1967年）

## 練馬師生涯勝出之主要大賽

### 香港賽馬賽事
- 1975、1976、1977年香港冠軍暨遮打盃（勝出馬匹：永勝；騎師：摩加利；馬主：陳超常夫人）
- 1979年董事盃（勝出馬匹：祿怡；騎師：摩加利；馬主：容永道）
- 1979、1981年香港冠軍暨遮打盃（勝出馬匹：祿怡；騎師：摩加利；馬主：容永道）
- 1980、1981年香港金盃（勝出馬匹：祿怡；騎師：摩加利；馬主：容永道）
- 1980年香港打吡大賽 （勝出馬匹：嘉瑞；騎師：摩加利；馬主：李頌清與馮瑩璋）
- 1980年沙田錦標 （勝出馬匹：嘉瑞；騎師：摩加利；馬主：李頌清與馮瑩璋）
- 1981年香港打吡大賽（勝出馬匹：金電勝；騎師：摩加利；馬主：曾建平）
- 1981年沙田錦標（勝出馬匹：祿怡；騎師：李森；馬主：容永道）
- 1982、1983年華商會盃（勝出馬匹：超捷；騎師：摩加利；馬主：李福深伉儷）
- 1982年百夫長錦標（勝出馬匹：超捷；騎師：摩加利；馬主：李福深伉儷）
- 1983、1984年愛馬仕盃（勝出馬匹：超捷；騎師：摩加利；馬主：李福深伉儷）
- 1984年董事盃（勝出馬匹：超捷；騎師：摩加利；馬主：李福深伉儷）
- 1984年沙田錦標（勝出馬匹：超捷；騎師：摩加利；馬主：李福深伉儷）

## 國際體壇獎項及榮譽
- BBC Overseas Sports Personality of the Year（英语：BBC Overseas Sports Personality of the Year）（1967年）
- 獲英女王伊利沙伯二世頒發大英帝國勳章官佐勳章（The Order of the British Empire - Officer (Civil)；1972年[10]）
- 榮登澳洲國家體育名人榜（Sport Australia Hall of Fame Awards；1986年）
- George Moore Medal （1998年）
- 榮登澳洲賽馬殿堂（Australian Racing Hall of Fame ；2001年）
- 兩度榮獲澳洲郵政局發行澳大利亞賽馬傳奇紀念郵票（Australia Post Australian Legends ；2007年）
- 11次榮膺英皇御准香港賽馬會頒發香港冠軍練馬師頭銜（1973/74、74/75、75/76、76/77、77/78、79/80、80/81、81/82、82/83、83/84、84/85年度）

## 在港從練成績
| 年度      | 冠  | 亞  | 季  | 殿  | 第五 | 出馬總數 | 所贏獎金 | 練馬師榜排名   | 備注     |
| --------- | --- | --- | --- | --- | ---- | -------- | -------- | -------------- | -------- |
| 1972-1973 | 30  | 16  | 16  | 22  |      | 157      | $        | 3 / 13         | 開倉首季 |
| 1973-1974 | 41  | 43  | 37  | 39  |      | 377      | $        | 1 / 13（冠軍） | 第2季    |
| 1974-1975 | 45  | 43  | 35  | 32  |      | 326      | $        | 1 / 14（冠軍） | 第3季    |
| 1975-1976 | 61  | 60  | 59  | 44  |      | 449      | $        | 1 / 15（冠軍） | 第4季    |
| 1976-1977 | 62  | 70  | 44  | 42  |      | 472      | $        | 1 / 16（冠軍） | 第5季    |
| 1977-1978 | 50  | 36  | 36  | 26  |      | 370      | $        | 1 / 20（冠軍） | 第6季    |
| 1978-1979 | 50  | 36  | 42  | 44  | 42   | 420      | $        | 2 / 23         | 第7季    |
| 1979-1980 | 86  | 55  | 52  | 49  | 31   | 461      | $        | 1 / 22（冠軍） | 第8季    |
| 1980-1981 | 56  | 56  | 53  | 56  | 53   | 529      | $        | 1 / 20（冠軍） | 第9季    |
| 1981-1982 | 67  | 46  | 33  | 50  | 49   | 436      | $        | 1 / 21（冠軍） | 第10季   |
| 1982-1983 | 57  | 50  | 40  | 39  | 48   | 426      | $        | 1 / 21（冠軍） | 第11季   |
| 1983-1984 | 52  | 38  | 44  | 51  | 44   | 439      | $        | 1 / 20（冠軍） | 第12季   |
| 1984-1985 | 63  | 49  | 60  | 48  | 43   | 430      | $        | 1 / 20（冠軍） | 第13季   |
| 總計      | 720 | 598 | 551 | 542 | 310  | 5292     |          |                |          |